# Adamaua-Fulfulde
Das Adamaua-Fulfulde (es gibt zahlreiche fremdsprachige Namen, unter denen es bekannt ist: adamaua fulani, biira, boulbe, domona, dzemay, Ost-Fulani, foulfoulde, ful, fula, fulbe, fulfulde, gapelta, palata, paldena, paldida, pelta hay, peul, peulh, pladina, pule, pullo, sanyo, taareyo, zaakosa und zemay) ist ein Dialekt des Fulfulde, die vor allem im Kamerun gesprochen wird.
Dort hat sie insgesamt 669.000 (1986) Sprecher. Daneben hat sie 148.000 (1006) Sprecher im Tschad, 90.000 Sprecher im Sudan und weitere in Nigeria, wo das Fulfulde einen offiziellen Status hat.
Es ist eine westatlantische Sprache, die zur Sprachfamilie der Niger-Kongo-Sprachen gehört. Die Sprecher der Sprache sind die Fulbe und Fulani. Die Sprache selbst unterteilt sich in eine reihe von Unter-Dialekten: Maroua, garoua, ngaondéré, kambariire, nomadisches Fulfulde, bilkire fulani (bilkiri) und gombe.
Im Sudan wird die Sprache am Blauen Nil in Kordofan gesprochen, im Tschad im Departement Lac Léré (Region Mayo-Kebbi Ouest).